# هادف (اسم)
هادف هو اسم علم مذكر من أصل عربي، ومعناه هو المصيب للهدف، النبال، والقاصد.

## شخصيات تحمل الاسم
- هادف سيف (لاعب كرة قدم إماراتي، 17 فبراير 1985 – )

## وصلات خارجية
- موسوعة السلطان قابوس لأسماء العرب